# Prix Napero-Finlandia
Le Prix Napero-Finlandia (finnois : Napero-Finlandia) est un prix littéraire décerné à la suite d'un concours d'écriture de contes.

## Liste des lauréats
Les lauréats sont:
| Année | Écrivain            | Conte                               |
| ----- | ------------------- | ----------------------------------- |
| 1993  | Anne-Mari Konttila  | Kultainen hevonen                   |
| 1994  | Tuuli Koskela       | Lapsen ryöstö                       |
| 1995  | Reeta-Leena Korhola | Viimeinen saunatonttu               |
| 1996  | Niklas Jokinen      | Iso Matin ja Pikku Matin seikkailut |
| 1997  | Veera Jussila       | Juustokuu                           |
| 1998  | Aleksi Kari         | Kodin salaisuus                     |
| 1999  | Elina Saarivaara    | Tyttö, joka tahtoi lentää           |
| 2000  | Tiina Hentilä       | Enkelin ystävä                      |
| 2001  | Sanni Kurkisuo      | Lintu joka halusi laulaa            |
| 2002  | Tytti Karjalainen   | Kadonneitten tavaroiden maa         |
| 2003  | Laura Ollikainen    | Ramajit                             |
| 2004  | Niina Pelkonen      | Noidan iso salaisuus                |
| 2005  | Mira Karttunen      | Lyllikki, lentävä lehmä             |
| 2006  | Pinja Buller        | Lopulta nautinto                    |
| 2007  | Maiju Aho           | Muutos                              |
| 2008  | Ilmi Komulainen     | Päivän poika ja hämärän neiti       |
| 2009  | Samu Peltomäki      | Seikkailu suden kanssa              |
| 2010  | Anni Keskipoikela   | Varjo                               |
| 2011  | Vilja Vuorinen      | Satu teekalustosta                  |
| 2012  | Aarni Immonen       | Matka Kreikkaan                     |
| 2013  | Erika Rautakorpi    | Hilma Mummi                         |
| 2014  | Inka Leskelä        | Taikaparta                          |
| 2015  | Ella Sällinen       | Suuri seikkailu                     |